# شو هيراماتس
شو هيراماتس (باليابانية: 平松 昇) (مواليد 26 نوفمبر 1998) هو لاعب كرة قدم ياباني.

## وصلات خارجية
- شو هيراماتس على موقع رابطة كرة القدم اليابانية للمحترفين (اليابانية)
- شو هيراماتس على موقع قاعدة بيانات كرة القدم.إي يو (الإنجليزية)
- شو هيراماتس على موقع Soccerway.com (الإنجليزية)
- شو هيراماتس على موقع عالم كرة القدم.نت (الإنجليزية)